# Sunagocia arenicola
Sunagocia arenicola är en fiskart som först beskrevs av Schultz, 1966.  Sunagocia arenicola ingår i släktet Sunagocia och familjen Platycephalidae. Inga underarter finns listade i Catalogue of Life.